# Cloud Dancer
Cloud Dancer è un film del 1980 diretto da Barry Brown, con David Carradine, Jennifer O'Neill e Joseph Bottoms. La storia segue una gara di piloti acrobatici, svoltasi a Milwaukee il 29 maggio 1980.

## Trama
Brad (David Carradine) era, agli inizi degli anni quaranta, un importante pilota acrobatico; ora la sua fama è messa a dura prova dalla giovane promessa, Tom (Joseph Bottoms). Interviene nel film come l'antagonista alla lotta professionale, e sentimentale di Brad, questi infatti sono innamorati della stessa ragazza, Helen (Jennifer O'Neill).

## Cast
- David Carradine, Brad Randolph
- Jennifer O'Neill, Helen St. Clair
- Joseph Bottoms, Tom Loomis
- Colleen Camp, Cindy
- Albert Salmi, Ozzie Randolph
- Salome Jens, Jean Randolph
- Norman Alden, Dr. Putman
- Nina Van Pallandt, Caroline Sheldon
- James T. Callahan, Walt Lawson
- Hoyt Axton, meccanico di Brad

## Produzione
Le scene acrobatiche con gli aerei sono stati curati dal campione del mondo di pilota acrobatico Tom Poberezny.